# Číčenice

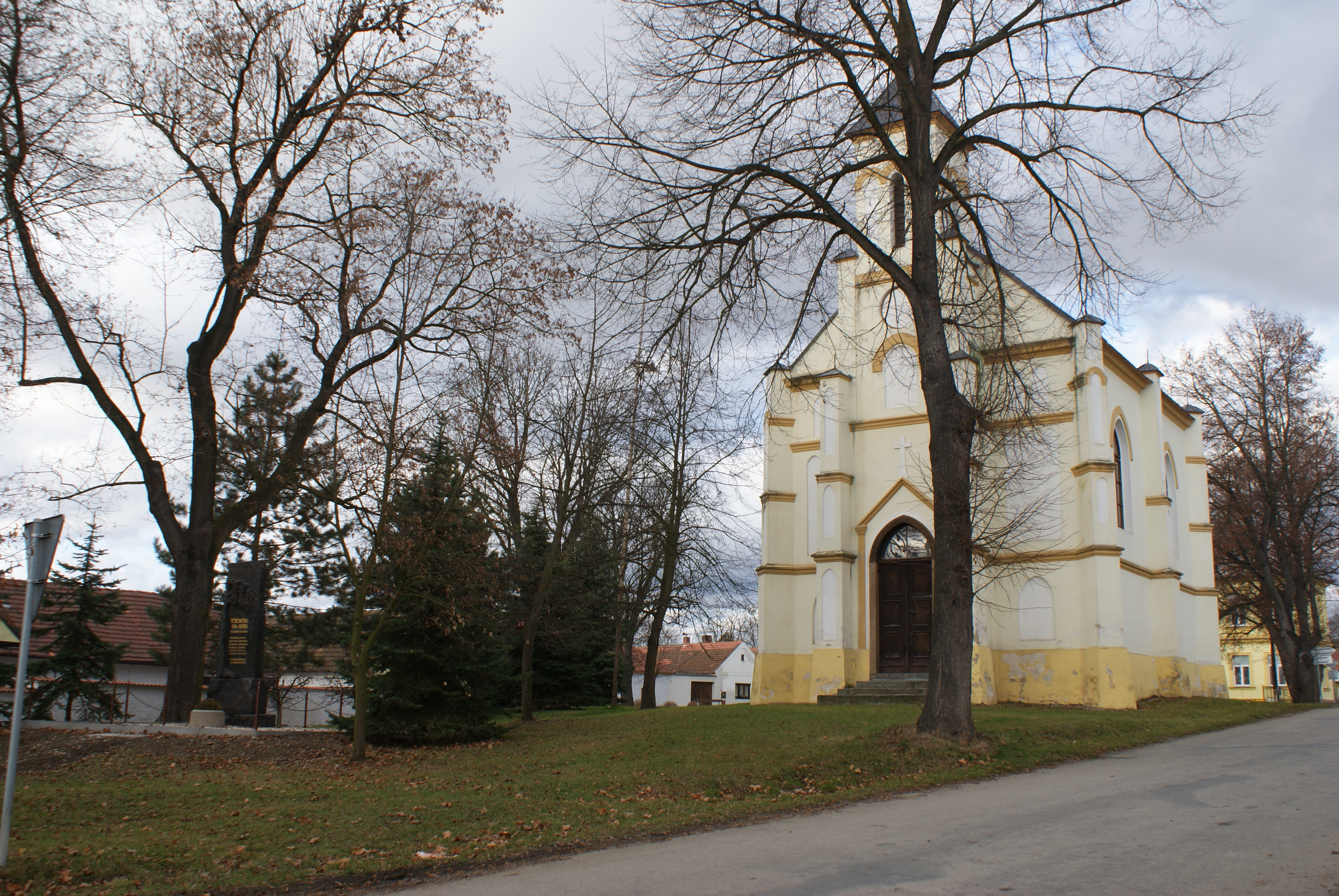
Kapelle des hl. Wenzel

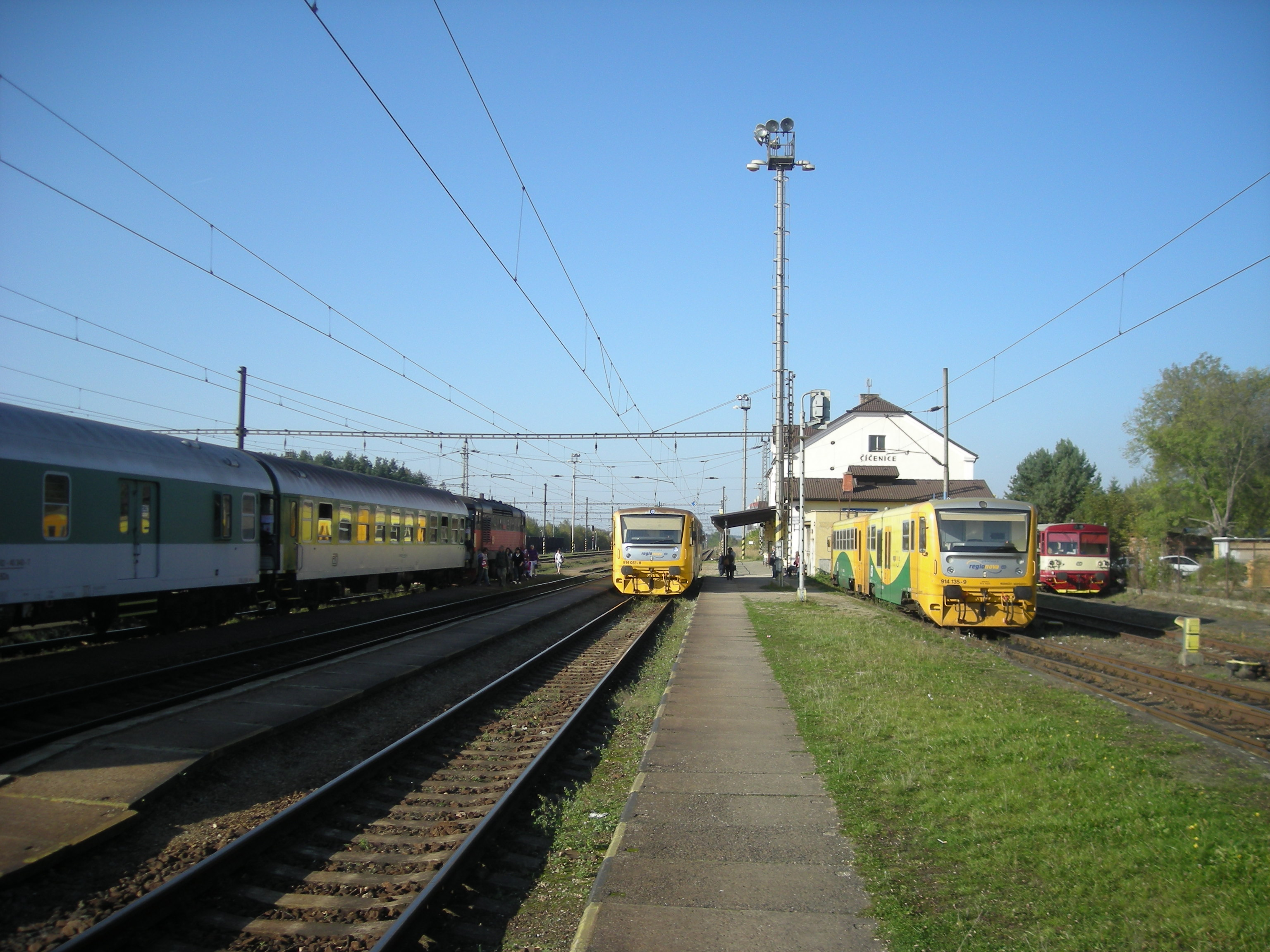
Bahnhof Číčenice

Číčenice [ˈt͡ʃiːt͡ʃɛɲɪt͡sɛ], bis 1923 Čičenice (deutsch Čičenitz, 1939–1945 Zitschenitz) ist eine Gemeinde in Tschechien. Sie liegt vier Kilometer östlich von Vodňany in Südböhmen und gehört zum Okres Strakonice. Číčenice ist ein Eisenbahnknoten.

## Geographie

### Geographische Lage
Číčenice befindet sich im südlichen Teil der Písecká pahorkatina (Píseker Hügelland). Das Dorf liegt rechtsseitig des Baches Bílý potok in der Talmulde seines Zuflusses Číčenický potok. Nördlich erhebt sich die Číčenice (449 m), im Nordosten der Chocholouš (523 m), östlich die Nuzová (437 m) und im Süden die Kraví hora (435 m). Gegen Süden befinden sich die Teiche Strpský rybník und Mlýnský rybník, südwestlich der Dřemlinský rybník. 700 m westlich des Dorfes verläuft die Bahnstrecke České Budějovice–Plzeň, südlich die Bahnstrecke Číčenice–Týn nad Vltavou. Außerdem zweigt am Bahnhof Číčenice noch die Bahnstrecke Číčenice–Haidmühle ab.

### Gemeindegliederung
Die Gemeinde Číčenice besteht aus den Ortsteilen Číčenice (Čičenitz), Strpí (Stirp) und Újezdec (Klein Augezd) sowie die Einschichten Červené Chalupy und Klůs.

### Nachbargemeinden
Nachbarorte sind Milenovice, Podskalí und Zlouň im Norden, Záboří und Ovčín im Nordosten, Chvalešovice, Červené Chalupy, Bílá Hůrka und Strachovice im Osten, Újezdec, Záblatí und Záblatíčko im Südosten, Strpí, Háj und Černěves im Süden, Újezd im Südwesten, Vodňany und U Kulhánků im Westen sowie Čavyně und Radčice im Nordwesten.

## Geschichte
Archäologische Funde belegen eine Besiedlung der Gegend seit der Bronzezeit.
Die erste schriftliche Erwähnung des Dorfes erfolgte 1335. Während der Herrschaft des Königs Georg von Podiebrad erfolgte am 20. Juli 1468 an der Kraví hora ein Gefecht zwischen den Truppen des Königs und der Grünberger Allianz.
Im Jahre 1840 bestand Čičenitz aus 36 Häusern mit 249 Einwohnern. Jeweils 18 Häuser gehörten zur Herrschaft Protiwin bzw. zur Herrschaft Frauenberg. Im Protiwiner Anteil bestand ein Wirtshaus. Pfarrort war Protiwin. Bis zur Mitte des 19. Jahrhunderts blieb das Dorf zwischen der Allodialherrschaft Protiwin samt dem Fideikommissgut Radomielitz und der Herrschaft Frauenberg geteilt.
Nach der Aufhebung der Patrimonialherrschaften bildete Čičenice/ Čičenitz ab 1850 eine Gemeinde in der Bezirkshauptmannschaft Písek und dem Gerichtsbezirk Wodnian. Zwischen 1868 und 1870 errichtete die k.k. privilegierte Kaiser-Franz-Josephs-Bahn die Bahnstrecke České Budějovice–Plzeň. 1893 wurde der Verkehr auf der Strecke Číčenice-Prachatice aufgenommen, sie wurde zu Beginn des 20. Jahrhunderts bis ins bayerische Haidmühle verlängert. Der amtliche Ortsname Číčenice wird seit 1924 verwendet. 1949 wurde die Gemeinde dem Okres Vodňany zugeordnet, nach dessen Aufhebung kam sie zu Beginn des Jahres 1961 zum Okres Strakonice. Strpí und Újezdec wurden 1961 eingemeindet. Die seit 1898 bestehende Bahnstrecke Týn nad Vltavou-Újezdec wurde zwischen 1986 und 1989 wegen des Kernkraftswerksbaus in Temelín bis nach Číčenice verlängert.

## Kultur und Sehenswürdigkeiten
- Kapelle des hl. Wenzel am Dorfplatz, sie entstand 1888 anstelle eines kleinen, dem hl. Johannes von Nepomuk geweihten Vorgängerbaus. Das vom Píseker Maler Václav Šebel (Wenzel Schöbel) geschaffene Altarbild ist ein Geschenk der Fürstin Ida von Schwarzenberg.
- Gehöfte Nr. 16, 17 und 18 im Bauernbarockstil

## Persönlichkeiten
- Vít Fučík, genannt Kudlička († 1804), legendärer böhmischer Flugpionier